# 오교십종
오교십종(五敎十宗)은 불교를 5교(五敎: 다섯 가르침)와 10종(十宗: 열 가지 종파 또는 종지)으로 분류하고 판석한 화엄종(華嚴宗)의 교판(敎判)이다.
오교(五敎)는 두순(杜順: 557-640)이 관법상(觀法上)으로 소승교 · 대승시교(大乘始敎) · 대승종교(大乘終敎) · 돈교(頓敎) · 원교(圓敎)로 나눈 것을 법장(法藏: 643-712)이 교의화(敎義化)한 것이며, 십종(十宗)은 오교를 표현된 교리상으로 10종류로 나눈 것이다.
오교십종의 교판에서는 5교 중에서 특히 모든 경전들을 초월해서 무진(無盡)의 불법(佛法)을 설하는 《화엄경》의 가르침을 별교일승(別敎一乘) 또는 화엄일승(華嚴一乘)으로 삼고 있다.

## 오교
오교(五敎)는 다음과 같다.
1. 소승교(小乘敎): 소승자(小乘者)를 위한 가르침인 《아함경(阿含經)》의 가르침
2. 시교(始敎): 일체개공(一切皆空)을 설한 《반야경(般若經)》이나 연기(緣起)에 의해 본체와 현상의 구별을 역설한 만법유식의《해심밀경(解深密經)》 등의 가르침
3. 종교(終敎): 모든 것은 본래 변하지 않는 진여(眞如)이지만 이것이 염(染)이 되거나 정(淨)이 된다고 설하는 《대승기신론(大乘起信論)》·《능가경(楞伽經)》·《승만경(勝鬘經)》 등의 가르침
4. 돈교(頓敎): 문자나 언어를 여의고 수행의 차례를 말하지 않고, 말이 끊어진 진여(眞如)를 가리키는 《유마경(維摩經)》 등의 가르침
5. 원교(圓敎): 곧장 깨달음으로 들어가는 것을 설하는 《법화경》·《화엄경》 등의 가르침

## 십종
십종(十宗)은 다음과 같다.
1. 아법구유종(我法俱有宗): 주관과 객관(主客)을 모두 실체로 여기는 종파
2. 법유아공종(法有我空宗): 객관만을 실체시(實體視)하는 종파
3. 법무거래종(法無去來宗): 만법은 현재에만 존재하고, 과거와 미래에는 공무(空無)하다고 여기는종파
4. 현통가실종(現通假實宗): 만법은 과거와 미래에는 공무(空無)하지만, 현재에도 실유(實有)와 가유(假有)의 2종이 있다고 여기는 종파
5. 속망진실종(俗妄眞實宗): 세속적 진리인 속제(俗諦)는 허망하며 불교의 진리인 진제(眞諦)는 진실하다고 여기는 종파
6. 제법단명종(諸法但名宗): 미계(迷界) · 오계(悟界)의 만법이 다만 이름 뿐이고 실체가 없다고 여기는 종파
7. 일체개공종(一切皆空宗): 일체를 공으로 여기는 종파
8. 진덕불공종(眞德不空宗): 모든 성품을 진여(眞如)로 여기는 종파
9. 상상구절종(相想俱絶宗): 진리를 불가설(不可說)이라 여기는 종파
10. 원명구덕종(圓明具德宗): 일체는 중중무진(重重無盡)이며 공덕을 원만(圓滿)하고 있다고 여기는 종파

## 종밀의 오교판
당 대 청량징관의 제자인 규봉종밀(圭峰宗密, 780~841)은 법장의 오교를 계승하였는데 다음과 같다 
1. 인천교(人天敎): 제위경(提謂經) 등 재가신자를 위한 경전
2. 소승교(小乘敎): 아함경
3. 대승법상교(大乘法相敎): 법장의 시교 중 만법유식의 해심밀경
4. 대승파상교(大乘破相敎): 시교 중 일체개공의 반야경
5. 일승현성교(一乘顯性敎): 대승 종교, 돈교, 원교를 묶은 것

## 같이 보기
- 교판
- 오시팔교
- 화엄일승법계도

## 참고 문헌
- 이 문서에는 다음커뮤니케이션(현 카카오)에서 GFDL 또는 CC-SA 라이선스로 배포한 글로벌 세계대백과사전의 내용을 기초로 작성된 글이 포함되어 있습니다.